# Pseudotripoconidium sinense
Pseudotripoconidium sinense är en svampart som beskrevs av Z.F. Yu, Ying Zhang & K.Q. Zhang 2008. Pseudotripoconidium sinense ingår i släktet Pseudotripoconidium, divisionen sporsäcksvampar och riket svampar.   Inga underarter finns listade i Catalogue of Life.